# Luigi Barbasetti
Luigi Barbasetti (21. februar 1859 i Cividale del Friuli - 31. marts 1948 i Verona) var en italiensk fægter og fornyer af sporten. 
Hans lærer var fægter Giuseppe Radaelli, som trænede ham til at blive en "militær våbenmester". Barbasettis anden lærer var fægteren Masaniello Parise, fra Mesterskolen i Rom. Efter sin uddannelse underviste han på mesterskolen i Rom. Han blev fægtemester i Trieste, før han blev kaldt til Wien takket være sit ry. I efteråret 1894 ankom Barbasetti til Wien. Under protektion af ærkehertug Franz Salvator spillede han i 1895 en ledende rolle i udviklingen af fægtning i Wien, hvilket gjorde den moderne italienske metode af, fægtning tilgængelig i de tysktalende områder. I 1895 grundlagde han fægteskolen "Union Fechtclub Wien", som stadig eksisterer i dag. Han udviklede en ungarsk sabelteknik, som dominerede sabelfægtning i første halvdel af det 20. århundrede og trænede den ungarske mester József Keresztessy, også kaldet "faderen til ungarsk sabelfægtning". I 1915 måtte Barbasetti vende tilbage til Italien, da Italien deltog i Første Verdenskrig. Han boede i Italien, indtil han flyttede til Paris i 1921, hvor han underviste i Automobile Club og Golfers Club. Han vendte tilbage til Italien i 1943 og døde i Verona den 31. marts 1948.

## Værker
- The Art of the Sabre and the Epee. 1936. reprint 2019. ISBN 9783964010056
- The Art of the Foil. 1932. reprint 1998. ISBN 0-7607-0943-2